# Convención Internacional para la Regulación de la Caza de Ballenas

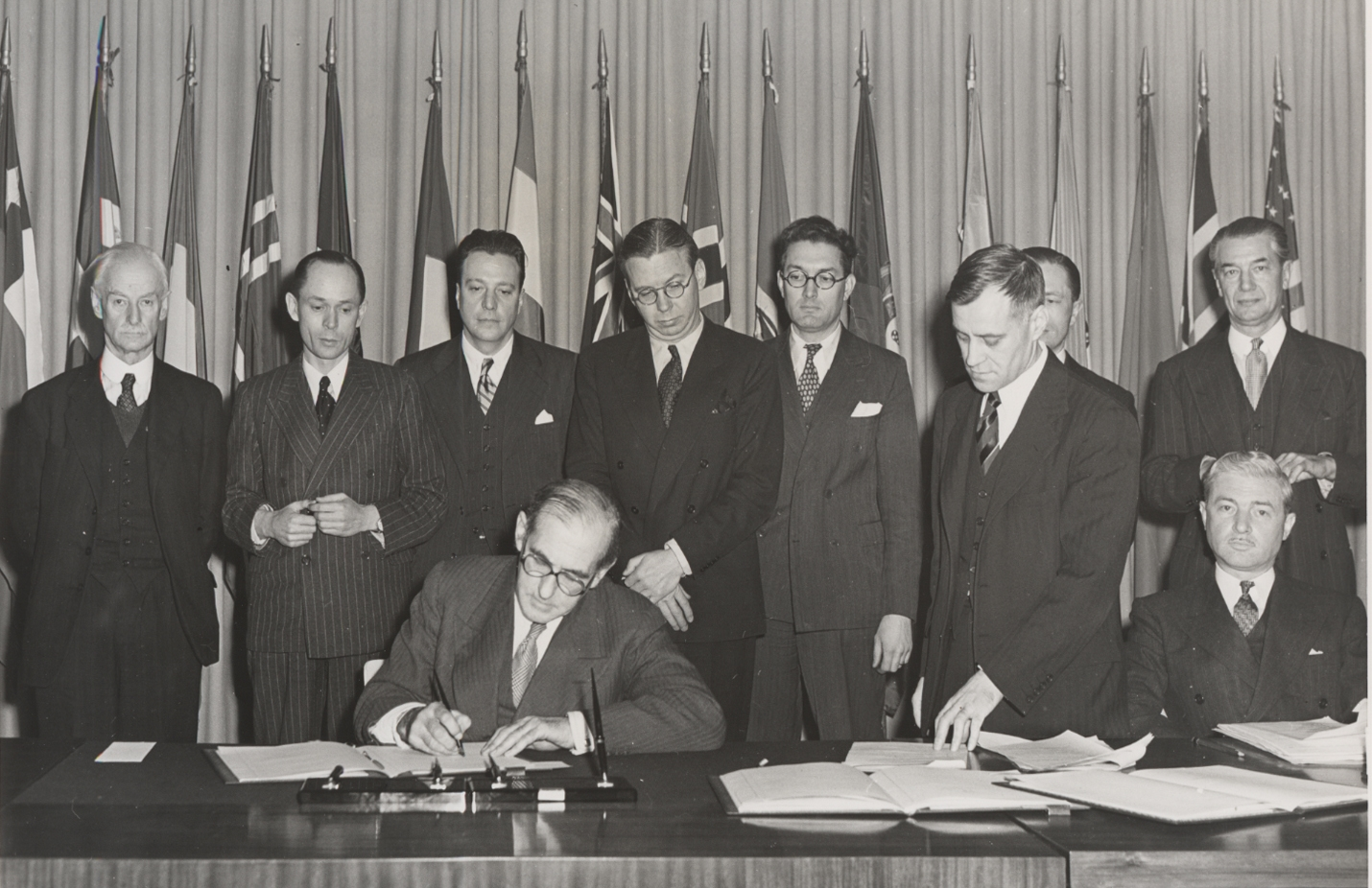
Firma de la Convención Internacional para la Regulación de la Caza de Ballenas.

La Convención Internacional para la Regulación de la Caza de Ballenas es un acuerdo ambiental internacional firmado en 1946 con el fin de "proporcionar una adecuada conservación de las poblaciones de ballenas y así hacer posible el desarrollo controlado de la industria ballenera”. Esta convención permitió la creación de la Comisión Ballenera Internacional.
Fue firmada por 15 países el 2 de diciembre de 1946 en Washington, Estados Unidos y entró en vigor el 10 de diciembre de 1948.

## Países firmantes
- Argentina
- Australia
- Brasil
- Canadá
- Chile
- Dinamarca
- Estados Unidos
- Francia
- Islandia
- Japón
- México
- Nueva Zelanda
- Noruega
- Países Bajos
- Panamá
- Perú
- Reino Unido
- Sudáfrica
- Suecia
- Unión Soviética